# Орудьевский сельский округ
Орудьевский сельский округ — упразднённая административно-территориальная единица, существовавшая на территории Дмитровского района Московской области в 1994—2006 годах.
Орудьевский сельсовет был образован в первые годы советской власти. По данным 1918 года он входил в состав Дмитровской волости Дмитровского уезда Московской губернии.
В 1926 году Орудьевский с/с включал село Орудьево, деревни Ивашево и Яковлево, а также 2 казармы и Орудьевскую лечебницу.
В 1929 году Орудьевский с/с был отнесён к Дмитровскому району Московского округа Московской области.
17 июля 1939 года к Орудьевскому с/с был присоединён Непеинский с/с (селение Непейно), а также селение Куминово и посёлок Татищевских разработок Дядьковского с/с.
14 июня 1954 года к Орудьевскому с/с был присоединён Пересветовский сельсовет.
27 августа 1958 года из Дядьковского с/с в Орудьевский было передано селение Облетово.
5 ноября 1959 года из Орудьевского с/с в черту города Дмитрова были переданы посёлок завода железобетонных конструкций и посёлок Каналстрой.
1 февраля 1963 года Дмитровский район был упразднён и Орудьевский с/с вошёл в Дмитровский сельский район. 11 января 1965 года Орудьевский с/с был возвращён в восстановленный Дмитровский район.
На 1969 год в Орудьевский сельсовет входили также: деревня Татищево, посёлок фабрики «Юность», посёлок Татищевского торфопредприятия, посёлок Теплоизоляционных изделий.
30 октября 1986 года в Орудьевском с/с было упразднено селение Облетово.
5 марта 1987 года селения Пересветово, Подчерково, Прудцы, Тендиково и Теряево были переданы из Орудьевского с/с во Внуковский с/с. Одновременно селения Куминово и Татищево были переданы из Орудьевского с/с в Дядьковский с/с.
3 февраля 1994 года Орудьевский с/с был преобразован в Орудьевский сельский округ.
4 марта 1998 года из Дядьковского с/о в Орудьевский были переданы деревни Жуковка, Княжево и Очево.
В ходе муниципальной реформы 2004—2005 годов Орудьевский сельский округ прекратил своё существование как муниципальная единица. При этом все его населённые пункты были переданы в городское поселение Дмитров.
29 ноября 2006 года Орудьевский сельский округ исключён из учётных данных административно-территориальных и территориальных единиц Московской области.